# Cochlostoma conicum
Cochlostoma conicum is een slakkensoort uit de familie van de Megalomastomatidae. De wetenschappelijke naam van de soort is voor het eerst geldig gepubliceerd in 1801 door Vallot.